# Nova (Richard Rider)
Pour les articles homonymes, voir Nova (homonymie) et Nova (comics).
Richard Rider, alias Nova est un super-héros évoluant dans l'univers Marvel de la maison d'édition Marvel Comics. Créé par le scénariste Marv Wolfman et le dessinateur John Buscema, le personnage de fiction apparaît pour la première fois dans le comic book Nova #1 en septembre 1976.
Marvel a publié quatre séries intitulées Nova centrées sur ce personnage ; la première dura 25 numéros à partir de septembre 1976 et la dernière commença en avril 2007. En 2013, la cinquième série Nova a pour personnage principal Nova (Sam Alexander).

## Biographie du personnage

### Origines (1976 à 1979)
Originaire du Queens, l'étudiant Richard Rider fut choisi par l'alien Rhomann Dey, dernier survivant de la planète Xandar et Centurion Nova, pour hériter de son pouvoir et lutter contre le pirate spatial Zorr qu'il avait traqué jusque sur Terre. Gravement blessé, Dey sélectionna Rider au hasard.
Devenu un super-héros, Rider combattit les criminels de New York et apprit à contrôler sa puissance. Ses  premiers adversaires furent le Condor et Powerhouse, puis Diamondhead. Il s'allia à Thor pour vaincre le Corrupteur. À la différence de Peter Parker (Spider-Man), il révéla son identité à sa famille.
Un jour, Rider, rebaptisé Nova, découvrit le vaisseau de Dey, rendu invisible en orbite autour de la Terre. Piégé par Doctor Sun, il voyagea jusqu'à la planète Xandar, en pleine reconstruction, en compagnie de Crimebuster, Powerhouse et Comète. La guerre Xandariens-Skrulls venait d'éclater et le Conseil forma les Champions de Xandar, demandant à Nova d'être à leur tête pendant un an. Il se lia d'amitié avec Rom, le Chevalier de l'espace, et repoussa les guerriers Skrulls. Mais, lassé de la guerre, il demanda à rentrer chez lui, et abandonna ses pouvoirs de Centurion.
Revenu sur Terre, il ne reprit pas ses études et travailla dans un fast-food. Pendant ce temps, sans qu'il le sache, Xandar fut de nouveau détruite par la pirate Nébula.

### Les New Warriors (1990 à 1996)
Night Thrasher le choisit pour l’intégrer à l'équipe des New Warriors et le jeta dans le vide pour déclencher de nouveau ses pouvoirs, dormants. Au sein de la jeune équipe, Nova combattit le Fléau, puis Terrax, et sa némésis le Sphinx. Il affronta des équipes de vilains, comme Psionex, les Forces de la Nature, les Hellions.
Un jour, il fut capturé par Garthan Saal, un Centurion fou visant à restaurer la gloire passée de Xandar. Il lui vola ses pouvoirs et réussit à redonner vie à la planète. Rider fut aussi le témoin de la reformation du Nova Corps, sorte de police galactique, où il fut nommé Centurion Prime. Il perdit de nouveau ses pouvoirs en affrontant un ennemi issu d'une autre réalité qui avait détruit la Terre.
Quand Garthan Saal fut tué par des Dire Wraiths, Rider redevint Nova.

### La vague d'Annihilation (2006)
Quand les New Warriors se lancèrent dans un programme de télé-réalité Nova participe au début de l'aventure, mais repart peu après chez le Nova Corps. Lors d'une attaque éclair lancée par Annihilus, Rider fut le seul survivant du Nova Corps. Dans l'urgence de la situation, il devint le réceptacle du Worldmind, la base de données intelligente de la civilisation Xandarienne et régulateur du Nova Corps. Nova devint alors le seul dépositaire de la Force Nova, et donc un être au pouvoir immense.
Il prit le commandement de la Résistance, avec Ronan l'Accusateur, le Super-Skrull, son ancienne amante Gamora, Drax le destructeur, Star-Lord et certains anciens Hérauts de Galactus. La guerre d'Annihilation dura près d'un an. Dans un combat final, Nova parvint à tuer Annihilus, mettant ainsi fin à la guerre.

### Civil War et L'initiative (2007)
De retour sur terre après la défaite d'Annihilus, Rider rencontra Iron Man qui lui demanda de rejoindre l'Initiative sous 24 heures. À l'issue, il fut attaqué par les Thunderbolts (avec parmi eux Penance). Finalement, Nova réussit à se défendre, de retour chez lui, Penance l'y attendait et révèle son identité, Robbie Baldwin anciennement Speedball. Nova comprend alors que ce monde est devenu complètement fou et préféra quitter la Terre, reprenant son rôle de Centurion.

### Annihilation: Conquête(2007)
Dans l'espace, il reçut un appel de détresse et partit vers Hala, la capitale Kree. il fut alors attaqué par des Sentinelles infectées par la Phalanx. Nova réussit à s'enfuir et à échapper au filet d'énergie mis en place autour de l'espace Kree, mais fut gravement blessé. 
Il s'écrasa sur une planète recluse abritant des survivants militaires Kree. Là, le Worldmind décida de transférer la Force Nova à Ko-rel, la capitaine Kree, le temps que Rider guérisse de ses blessures. Un peu plus tard, Gamora, infectée, décima l'équipage et parvint à transmettre le virus à Rider. Elle tua aussi Ko-rel, mais Rider eut le temps de se remettre et récupérer la Force, qui l'aida à tenir le virus transmode en échec. Nova utilisa la gravité d'une étoile à neutron pour créer un wormhole et fuir de nouveau. Mais Drax et Gamora le suivirent.
Projeté à travers l'espace, Nova et ses deux poursuivants se retrouvèrent de l'autre côté de l'Univers, à Knowhere, une station scientifique basée dans la tête tranchée d'un Céleste. Ils voyagèrent ensuite sur Kvch, le monde natal de la Technarchie, où ils furent aidés et guéris du virus par Warlock et son fils Tyro.
Les trois héros revinrent ensuite dans l'espace Kree et aidèrent Star-Lord à vaincre Ultron.

### Secret Invasion(2008)
Après avoir sauvé les habitants d'une planète victime de Galactus, il s´échappe d'un piège tendu par les Skrulls pour l’empêcher d’interférer avec leur Secret Invasion. Il rejoint donc le projet Pegasus où il retrouve Darkhawk et son frère. Avec leur aide, il combat les Skrulls et réactive Worldmind, déconnecté depuis l'affrontement avec Galactus. Au moment où la défaite est proche, le projet Pegasus est sauvé par les nouveaux membres du Nova Corp reformé par Worldmind.

### Impératif: Thanos(2012)
Après avoir reçu un message de Quasar, Nova se rend au projet Pégase. Il y parle avec Quasar mais découvre que son interlocuteur n'est pas le vrai Quasar, celui-ci l'attaque. Il parvient à partir mais est rattrapé et attaqué par les gardes contrôlés par l'ennemi, il rejoint Darkhawk devant un portail vers une autre dimension qui abrite une créature qu'il parvient à vaincre. Darkhawk mal en point est surveillé par une scientifique alors que Nova poursuit le faux Quasar. Leur affrontement tourne court avec l'arrivée d'un surpuissant double maléfique de Mar-Vell. Il se bat ensuite au côté de Quasar pour sauver Nita, avant d'être attaqué par les Vengeurs de l'autre dimension. Ils parviennent quand même à s'échapper. Ils sont alors rejoints par le Surfer d'argent et Galactus ainsi que les autres entités cosmiques. Nova arrive alors près de Médusa auprès de laquelle il forme une équipe avec Nova, Quasar, le Surfer d'Argent, Gladiator, Beta Ray Bill et Ronan. Ils partent donc sauver Nita (Namorita), ils affrontent ensuite le capitaine Mar-Vell de l'autre dimension (le "cancerverse"). En lieu sûr, il confie une partie de ses pouvoirs à Quasar avant de partir. Il voit ensuite un message de Star-Lord qui lui demande de le rejoindre dans l'autre dimension. Il arrive alors de justesse pour sauver les gardiens de la galaxie. Il se sacrifie ensuite avec Star-Lord pour empêcher Thanos de partir avant que l'autre dimension ne soit détruite. Son corps n'est pas retrouvé; il est sûrement mort.

## Pouvoirs et capacités
Nova tire ses pouvoirs de la Force Nova, détenue par tous les Centurions grâce à la technologie Xandarienne.
- Grâce à cette énergie alien, Nova possède une force surhumaine, des réflexes accrus, et peut voler à très grande vitesse.
- Son corps, en plus d'être recouvert d'une combinaison spatiale, est très résistant.
- La combinaison peut prendre une apparence normale par simple contrôle mental. Le casque, relié cybernétiquement, possède une radio et des capteurs infrarouges. Hermétique grâce à une visière qui s'abaisse, elle donne à son porteur une réserve illimitée en oxygène et le protège des températures extrêmes, comme le froid de l'espace. Le casque peut devenir comme un simple bout de tissu en un instant.
- En redirigeant l'énergie qui sert à le propulser dans son armure, Nova peut alors projeter des faisceaux de force explosive.
- Richard Rider est un jeune homme athlétique ayant pratiqué la boxe en amateur. Il a été entraîné au combat par Night Thrasher.
- Quand Nova possède à lui-seul la force Nova, sa puissance est décuplée. Grâce à la connaissance illimitée du Worldmind, il peut ouvrir des portes de saut hyper-espace utilisant la gravité. Grâce à cette aptitude, il peut voyager plus vite que la lumière et relâcher des décharges électromagnétiques dévastatrices.
- Le Worldmind fonctionne comme un ordinateur conscient et peut prendre le contrôle de Nova quand celui-ci dort. Il lui offre de multiples talents de scanners, détection, navigation, communication, analyse et documentation, dans la limite (énorme) de la database Xandarienne.
- Le Worldmind protège son réceptacle des attaques psioniques.

## Les Champions de Xandar
Xandar est une quadri-planète, dans la Galaxie d'Andromède. Les champions sont là pour protéger la planète, il y a 500 soldats dans le Nova Corps. Les grades sont : Centurion, Denarion, Millennion et homme de troupe. Le vaisseau s'appelle Nova-Ship.
- Nova-Prime (Tanak Valt, centurion)
- Le Protecteur (Thoran Rul, Gardien des Ordinateurs)
- Volt (Rieg Davan, guerrier Syton)
- Comete (Harris Moore, champion terrestre)
- Nova (Richard Rider, champion terrestre)
- Le Redresseur (Frank Moore, champion terrestre) mort
- Le Diamant (Archibald "Arch" Dyker, criminel  terrestre) traître

## Publications
- de février 1978 à 1996 : Nova (Éditions Lug) (France). Plus de 200 numéros.
- New Warriors
- Nova (2016) (Marvel NOW! (en))